# Kamyszyno (rejon kupiński)
Kamyszyno (ros. Камышино) – wieś (dieriewnia) w Rosji, w obwodzie nowosybirskim, w rejonie kupińskim. W 2010 liczyła 467 mieszkańców.